# Jorge Alarcón Collignon
Jorge Alarcón Collignon (* 1. März 1950 in Guadalajara, Jalisco) ist ein mexikanischer Unternehmer und Fußballfunktionär.

## Leben
Nach einem Studium der Unternehmensführung an der Universidad de Guadalajara von 1967 bis 1972 und diversen Tätigkeiten in der Möbelbranche war Alarcón von 1974 bis 1996 als Generaldirektor für die Industrial Mueblera Leal, S.A. im Einsatz. Zu Beginn der 1990er Jahre war er zudem im Präsidium des Club Deportivo Guadalajara, zunächst von 1991 bis 1993 als Vizepräsident und von 1993 bis 1996 als Präsident, tätig.
Nach seiner Tätigkeit beim CD Guadalajara verlagerte er auch sein berufliches Engagement auf den sportlichen Bereich und war zunächst als Marketingdirektor für den costa-ricanischen Verein CD Saprissa und anschließend als Generaldirektor für den ebenfalls in Costa Rica beheimateten Vereine AD San Carlos aktiv.
Zu Beginn des neuen Jahrtausends arbeitete er als Generaldirektor für den mexikanischen Verein Nacional Tijuana, einem Farmteam des CD Guadalajara. Anschließend wurde er von dessen Vereinspräsident Jorge Vergara mit der Kaufabwicklung des CD Guadalajara betraut.
Seit Januar 2015 ist Alarcón als Sportberater im Auftrag der honduranischen Regierung tätig.